# Bitch Better Have My Money
Bitch Better Have My Money is een nummer van de Barbadiaanse zangeres Rihanna uit 2015.
In de bijbehorende videoclip is Rihanna samen met een paar andere vrouwen op het oorlogspad. "Bitch Better Have My Money" bestormde wereldwijd de hitlijsten. Het haalde de 15e positie in de Amerikaanse Billboard Hot 100. In Nederland moest het nummer het met een 2e positie in de Tipparade stellen, terwijl in de Vlaamse Ultratop 50 een bescheiden 27e positie werd gehaald.